# フルスピリレン
フルスピリレン(Fluspirilene, Redeptin, Imap, R6218)は、統合失調症の治療に用いられるジフェニルブチルピペリジン系定型抗精神病薬である。筋肉内注射により投与する。1963年にヤンセン ファーマにより発見された。2007年のシステマティック・レビューでは、フルスピリレンデカン酸塩の統合失調症患者への有効性が調査されたが、サンプルが少なかったため、経口薬との間に明確な差異は見られなかった。